# Georg Joseph Vogler
Georg Joseph Vogler, también conocido como Abate Vogler o Abad Vogler, (Würzburg, 15 de junio de 1749-Darmstadt, 6 de mayo de 1814) fue un compositor, organista y profesor alemán, además de maestro de capilla y teórico musical.

## Biografía
El padre de Georg Joseph Vogler, Jared, era fabricante de violines y, además de decidir una educación escolar para su hijo en un colegio jesuita, fomentó su talento musical, lo que permitió a Georg adquirir una notable técnica no sólo en el órgano, sino también en el violín y otros instrumentos. En 1771 Georg Joseph se trasladó a Mannheim, donde compuso la música para un ballet dedicado al príncipe elector Carlos Teodoro, quien decidió en 1774 enviar al joven a Bolonia para que continuara sus estudios musicales con el padre Martini. 
Posteriormente se trasladó a Padua, donde compaginó la teología con la composición y donde tuvo por profesor a Francesco Antonio Vallotti. Finalmente pasó a Roma para ordenarse sacerdote. En 1775 se estableció en Mannheim y fundó una escuela de música, para la cual ideó un método de enseñanza. Consiguió la plaza de cura y segundo maestro de capilla de la corte. Su escuela consiguió en muy poco tiempo un alto grado de prosperidad, hasta el punto que en 1779 fue trasladada a la corte en Múnich, mientras que Vogler continuó residiendo en Mannheim.
En 1783 emprendió una larga serie de viajes y visitó primeramente París, donde su ópera La Kermesse fracasó lamentablemente. De París se trasladó a España y después a Oriente y para 1786 se encontraba en Estocolmo como maestro de capilla y director de una escuela de música, cargos que ejerció hasta 1789, si bien disfrutando de largas licencias, que empleaba en viajar para dar a conocer su sistema de órgano simplificado. Con este motivo llevaba siempre con él un pequeño órgano, que denominaba orquestrión, con el cual obtenía bellísimos efectos, el que le valió grandes triunfos como concertista e inventor, especialmente en Dinamarca, Inglaterra y Países Bajos. No obstante, la crítica se mostró dividida sobre la valía del instrumento: mientras unos lo alababan hasta la exageración, otros lo combatían con saña, llegando a afirmar que los elogios habían sido redactados por el mismo Vogler.
En 1807 aceptó el puesto de maestro de capilla en Darmstadt, donde también fundó una escuela de música, de la cual salieron, entre otros alumnos ilustres, Paul Anton Winneberger, Johann Gänsbacher, Johan Fredrik Berwald, Anton Bayer, Franz Anton Dimmler, Bedřich Diviš Weber, Karl Jacob Wagner, Johann Nepomuk Schelble, Berndhart Anselm Weber, Meyerbeer y el violinista Wilhelm Mangold. Se solía acusar a Vogler de trabajar más por el provecho que por la gloria, y a pesar de que es cierto que siempre trató de poner de relieve sus cualidades, estas eran innegables, sobre todo como teórico y profesor. Coma compositor fue más fecundo que original, especialmente en la música dramática, que abordó en diferentes ocasiones, con escasa fortuna.